# 銀麟宝社
銀麟宝社（ぎんりんほうしゃ、GINLINHOUSHA.,CO.LTD.）は、東京都港区港南に本社を置く、各国の映像版権を取り扱う企業である。
代表取締役社長は谷塚裕輝。
2005年に有限会社永采翊として設立され、日中の文化交流における各種イベントを中国で開催する。
2014年に現代表取締役の谷塚裕輝により銀麟宝社に改名、日中間の版権取引や商品取引を手がける。
2015年に金呈天元（北京）国際文化メディアと提携、同年に中国の映画制作配給会社、大盛国际と戦略パートナー契約を結ぶ。
日本の版権保護や不正利用の保護なども手がける。